# Медаль Гёте

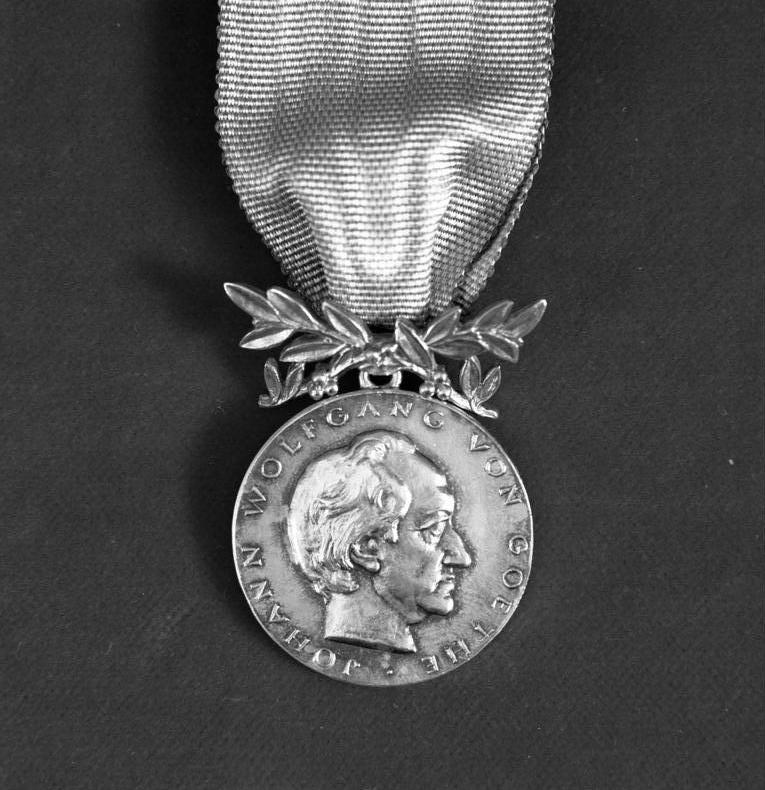
Медаль Гёте

Медаль Гёте (нем. Goethe-Medaille) — награда, ежегодно вручаемая с 1955 года германским Институтом имени Гёте за заслуги в распространении немецкого языка и культуры за пределами немецкоязычного мира и поддержку сотрудничества в области культуры.

## Другие медали Гёте
- Медаль Гёте 1932—1944 (Медаль Гёте за искусство и науку, Goethe-Medal for Art and Science)

В период с 18 марта 1932 года и по 19 июня 1934 года почти 200 человек были удостоены этой медали, 159 из них до 30 января 1933 года. На момент написания, установлены имена 405 из 410 получателей медали в период с ноября 1934 года и по декабрь 1944 года.
- Золотая медаль Гёте 1910—2005 (Goldene Goethe-Medaille or Goethe-Medal in Gold of the Weimar Goethe Society) — этой награды был удостоен 51 человек с 1910 по 2005 год
- Премия Гёте города Франкфурт — этой награды был удостоен 41 человек с 1927 по 2005 год
- Медаль Гёте Франкфурта-на-Майне[нем.]
- Медаль Гёте земли Гессен[нем.]
- Медаль Гёте, присуждаемая Институтом Гёте, — этой награды были удостоены 312 человек из 57 стран с 1955 по 2006 год.

## Общие сведения
С 1975 года Медаль Гёте является официальным орденом Федеративной Республики Германия. Согласно статье 2 Статуса по награждению медалью Гёте она вручается «за особый научный или литературный, дидактический или организационный вклад, который способствует улучшению взаимоотношений между немецкой культурой и культурой других стран». Вручается иностранцам, немцы награждаются этой медалью лишь в исключительных случаях.
День вручения этой награды, начиная с 2008 года — 28 августа, день рождения Иоганна Вольфганга Гёте.

## Награждённые (частичный список)
- Пьер Берто[англ.] (1970)
- Карл Раймунд Поппер (1992)
- Мишель Турнье (1993)
- Билли Уайлдер (1994)
- Иштван Сабо (1994)
- Иржи Груша (1999)
- Джорджо Стрелер
- Пьер Булез
- Пьер Бурдьё
- Дьёрдь Лигети
- Эрнст Гомбрих
- Майкл Хамбургер
- Бруно Беттельгейм
- Токмухаммед Садыков (1999)
- Дьёрдь Конрад, Даниэль Либескинд, Джордж Табори (2000)
- Адонис, С. А. Губайдулина (2001)
- Михаэль Блюменталь, Антонио Скармета (2002)
- Хорхе Семпрун (2003)
- Имре Кертес (2004)
- Ёко Тавада (2005)
- Гиви Маргвелашвили (2006)
- Даниэль Баренбойм (2007)
- Агнеш Хеллер (2010)
- Джон Ле Карре, Адам Михник, Ариана Мнушкина (2011)
- Булат Атабаев (2012)
- Эспехо-Айка, Эльвира (2020)